# Cécrope II
En la mitología griega Cécrope (en griego antiguo: Κέκρωψ, latín: Cecrops) era el nombre del séptimo rey de Atenas, hijo de Erecteo y Praxitea, y distinto, por tanto, del primer rey de la ciudad, que tenía el mismo nombre y con el que algunos autores le confunden.
Cuando Erecteo murió, sus cuatro hijos (Cécrope, Pandoro, Metión y Orneo) se disputaron la sucesión. Siendo nombrado árbitro Juto, el hijo del patriarca Helén, se inclinó a favor de Cécrope. A pesar de haber elegido al primogénito, esta decisión fue muy discutida, y Juto tuvo que exiliarse a la ciudad de Egíalo.
Tras un reinado de cuarenta años, la presión ejercida por Metión y Orneo, que no habían cesado nunca de querer matarle, obligó a Cécrope a huir, primero a Mégara y luego a Eubea. Allí se le unió su otro hermano, Pandoro, y juntos fundaron una colonia. 
Cécrope casó con Metiadusa, Metadusa o Metadiusa, hija de Eupálamo y hermana de Dédalo, con la que tuvo a Pandión, que fue sobre el que recayó el trono de Atenas tras la huida de su padre.